# 奥拉斯特拉
奥拉斯特拉（義大利語：Ollastra），是意大利奥里斯塔诺省的一个市镇。总面积21.52平方公里，人口1259人，人口密度58.5人/平方公里（2009年）。ISTAT代码为095037。